# The End of the World
The End of the World — первый студийный альбом монегасской блэк-метал-группы Godkiller, выпущенный в 1998 году на лейбле Wounded Love Records.

## О пластинке
Альбом The End of the World стал второй полноформатной пластинкой группы Godkiller, после вышедшего в 1996 году The Rebirth of the Middle Ages. Новая работа коллектива отличалась по стилю от предыдущей: если дебютный лонгплей напоминал творчество Burzum и Emperor, то во втором находили сходство с Samael благодаря простым гитарным риффам, громким барабанным партиям, грубому и хриплому вокалу, григорианским песнопениями и использованию брейкбита.

## Критические отзывы
Альбом получил сдержанные отзывы музыкальных обозревателей. В немецком издании Rock Hard ему присвоили оценку 6.0, критикуя однообразие композиций. «Приятные исключения, такие как „Down Under Ground“ и „De Profundis“ не спасают от погружения в болото усреднения», — заключил Ян Джедайк в 134 номере журнала. Аналогичной оценки The End of the World удостоился на музыкальном сайте Chronicles of Chaos. Пол Шварц предположил, что группа решила пойти по проторённому пути швейцарских рок-музыкантов из Samael, изменив собственное звучание в угоду коммерческому успеху.

## Список композиций
| №                   | Название                     | Длительность |
| ------------------- | ---------------------------- | ------------ |
| 1.                  | «The End Of The World»       | 5:17         |
| 2.                  | «The Inner Pain»             | 4:45         |
| 3.                  | «Down Under Ground»          | 5:09         |
| 4.                  | «Following The Funeral Path» | 5:21         |
| 5.                  | «Day Of Suffering»           | 6:04         |
| 6.                  | «Nothing Left But Silence»   | 4:42         |
| 7.                  | «Still Alive»                | 4:38         |
| 8.                  | «Waste Of Time»              | 4:56         |
| 9.                  | «De Profundis»               | 4:43         |
| Общая длительность: | Общая длительность:          | 45:31        |

## Участники записи
- Дюк — все инструменты, вокал